# Llegó la niña Ramona
Llegó la niña Ramona  es una película en blanco y negro de Argentina dirigida por Catrano Catrani sobre el guion de René Garzón según el vodevil Ma tante d'Honfleur, de Pierre Gavault, que se estrenó el 27 de septiembre de 1945 y que tuvo como protagonistas a Olinda Bozán, Pepe Iglesias, Oscar Valicelli y Aída Alberti.

## Sinopsis
La tía de un estudiante llega desde la provincia para investigar su conducta.

## Reparto
- Olinda Bozán
- Pepe Iglesias
- Oscar Valicelli
- Aída Alberti
- Olga Casares Pearson
- Elina Colomer
- Pura Díaz
- Mirtha Reid
- Carlos Castro "Castrito"
- Olimpio Bobbio
- José Ruzzo
- Arturo Palito
- Carmen Giménez
- Manuel Alcón
- María Goicochea
- Carlos Fasi
- Aída Fernández
- Eliseo Herrero

## Comentarios
El Mundo dijo del filme: «Realización rudimentaria, carente de valores cinematográficos», y Manrupe y Portela opinan que «la combinación Iglesias-Bozán resultó mucho menos divertida que sus películas en solitario».